# Alpay Öztaş
Alpay Öztaş (Istanbul, 6 giugno 1976) è un ex cestista turco.

## Palmarès
- Campionato turco: 2

Efes Pilsen: 1995-96, 1996-97
- Coppa di Turchia: 3

Efes Pilsen: 1996, 1997, 1998
- Coppa Korać: 1

Efes Pilsen: 1995-96
- Coppa Saporta: 1

Mens Sana Siena: 2001-02